# Korea-Verband
Der Korea-Verband e. V. (eigene Schreibweise Korea Verband, koreanisch: 코리아 협의회) ist ein gemeinnütziger Verein zu Korea. Der Korea Verband wurde 1990 in Bochum gegründet und hat heute seinen Sitz in Berlin.

## Ziele
Die Arbeit des Korea-Verbands e. V. umfasst Öffentlichkeits- und Bildungsarbeit, welche zur Vertiefung der Kenntnisse und zur kritischen Reflexion über Korea beiträgt.
Satzungsgemäß verfolgt der Verein folgende Ziele:
- deutsch – koreanische Begegnungen zu fördern
- über die Gegebenheiten und Entwicklungen auf der koreanischen Halbinsel vor allem in den Bereichen Politik und Gesellschaft zu informieren
- den deutsch-koreanischen Dialog zu fördern
- die Bemühungen des koreanischen Volkes um Frieden und Wiedervereinigung zu unterstützen
- zur Beachtung und Durchsetzung der Menschenrechte beizutragen
- die Folgen und Wirkungen von Migration in unterschiedlichen Kontexten darzustellen
- Kultur, Forschung und Wissenschaft zu Korea zu fördern

Zur Umsetzung seiner Ziele verfügt der Korea Verband über selbständige Arbeitsbereiche.
Die Arbeitsgruppe „Trostfrauen“ des Korea Verbands macht durch Bildungs- und Öffentlichkeitsarbeit sowie durch politische Kampagnen die Problematik der Trostfrauen in Deutschland bekannt.
Das Korea Kommunikations- und Forschungszentrum des Korea Verbands publiziert seit 1991 das Magazin Korea Forum, das über politische, soziale, wirtschaftliche, und kulturelle Themen, Veranstaltungen und Publikationen zu Korea berichtet.

## Geschichte
1981 rief das Korea-Komitee, eine Vorgängerorganisation des Korea Verbands, die Korea-Koordinationskonferenz ins Leben. Die Korea-Koordinationskonferenz war ein informeller Zusammenschluss von koreanischer Selbstorganisationen, sowie deutscher entwicklungspolitischer, humanitärer und kirchlicher Gruppen. Die Mitgliedsorganisationen leisteten Solidaritätsarbeit zu Nord- und Südkorea in Deutschland.
Zu den Olympischen Sommerspielen 1988 in Seoul wurde von der Korea-Koordinationskonferenz eine Olympia-Kampagne gegen die Olympiade initiiert. Hierfür wurde ein Korea-Informationsbüro eingerichtet. Die positiven Erfahrungen aus der Arbeit gegen die Olympiade veranlasste die Mitgliedsorganisationen der Korea-Koordinationskonferenz zu einer weiteren Professionalisierung. Für eine effizientere Korea-Solidaritätsarbeit sollte deshalb ein dauerhaft besetztes Korea-Büro eingerichtet werden. Dem diente die Gründung des Korea Verbands am 18. November 1990 in Bochum und die Überführung des Korea-Informationsbüro der Olympiakampagne in das Korea Kommunikations- und Forschungszentrum des Korea Verbands. Das Korea-Komitee wurde daraufhin aufgelöst und die Korea-Koordinationskonferenz weiterhin vom Korea Verband einberufen. Der ehemalige Vorsitzende des Korea-Komitees, Günter Freudenberg, wurde zum Ehrenvorsitzenden des Korea Verbands ernannt.
1995 gründete der Korea Verband gemeinsam mit der Asienstiftung, dem Philippinenbüro und der Südostasien-Informationsstelle das Asienhaus und arbeitete fortan gemeinsam mit den anderen Gründungsorganisationen von Essen aus. Asienstiftung und Asienhaus gingen später in die Stiftung Asienhaus über. Der Korea Verband ist Gründungsmitglied der Stiftung Asienhaus.
Im Jahre 2007 verlegte der Korea Verband seinen Sitz nach Berlin, dem heutigen Standort des Vereins. Zuvor waren Marion Eggert und Rainer Werning Vorstandsvorsitzende des Vereins.
Am 28. September wurde im Stadtteil Moabit in Berlin die Friedensstatue eingeweiht, die auf Initiative der Arbeitsgruppe „Trostfrauen“ des Korea Verbands errichtet wurde. Das Mahnmal erinnert an die „Trostfrauen“, Mädchen und Frauen, die für die japanischen Kriegsbordelle des Zweiten Weltkriegs zwangsprostituiert wurden. Es soll zudem allgemein ein Symbol gegen sexuelle Gewalt gegen Mädchen und Frauen sein.